# Tennis Australia
A Tennis Australia Limited é o órgão regulador do tênis na Austrália. É propriedade de estados e territórios australianos. A associação organiza torneios de tênis nacionais e internacionais, incluindo o Australian Open, o Australian Open Series, a Copa Davis, a Fed Cup, a ATP Cup e o Australian Pro Tour. Além disso, a associação assume a responsabilidade de facilitar o tênis em todos os níveis, desde a base até o desenvolvimento de elite. Os associados estaduais do Tennis Australia realizam a promoção, gerenciamento e desenvolvimento do tênis na Austrália. Além de administrar torneios amadores e programas de desenvolvimento juvenil.
A sede da Tennis Australia está localizada em Melbourne, Austrália. Ele administra projetos de tênis em toda a Austrália, empregando aproximadamente 716 funcionários em tempo integral. A associação gera receita com a venda de ingressos para os torneios, venda de direitos de TV e patrocínios de empresas.
A organização foi formulada e incorporada em 1904. Em 1904, ela operava como a "Lawn Tennis Association of Australasia". Em 1926, o nome foi mudado para "Lawn Tennis Association of Australia". Finalmente, em 1986, o nome foi mudado para Tennis Australia (TA).

## História do tênis na Austrália
A origem exata dos jogos de tênis não é conhecida. Muitos acreditam que as antigas civilizações da Grécia e Roma iniciaram jogos de raquete e bola como o tênis atual. Enquanto outros argumentam que a França e a Inglaterra introduziram o tênis por volta dos séculos 18 e 19. Em 1875, uma reunião foi realizada na Inglaterra para determinar um conjunto padronizado de regras para o esporte então conhecido como "Lawn Tennis". Em janeiro de 1880, a Austrália sediou seus primeiros torneios de tênis no Melbourne Cricket Club. O tênis cresceu em popularidade nos 20 anos seguintes entre os australianos ricos. Em 1904, a Austrália exigiu um órgão regulador para o tênis na Austrália. Os representantes estaduais formaram a "Australasian Lawn Tennis Association", tanto para a Austrália quanto para a Nova Zelândia.
O objetivo da "Lawn Tennis Association of Australasia" em 1904 era organizar a Copa Davis e o Campeonato da Australásia. Em 1926, a associação mudou-se de Sydney para Melbourne e começou a negociar como "Lawn Tennis Association of Australia". Foi administrado por Sir Norman Brookes até 1955. À medida que o tênis crescia em popularidade em todo o mundo durante as décadas de 1970 e 1980, a associação formou uma empresa e foi nomeada Tennis Australia em 1986.